# Mike Butler (giocatore di football americano)
Michael Anthony Butler (Washington, 4 aprile 1954) è un ex giocatore di football americano statunitense che ha militato nel ruolo di defensive end nella National Football League (NFL) e nella United States Football League (USFL).

## Carriera
Al college Butler giocò a football all'Università del Kansas. Fu scelto come nono assoluto nel Draft NFL 1977 dai Green Bay Packers. Giocò con essi fino al 1982, con un primato personale di 10,5 sack nel 1981. Nel 1984 e 1985 militò nei Tampa Bay Bandits della USFL prima di fare ritorno ai Packers per un'ultima annata nell'autunno 1985, in cui mise a segno due sack.

## Palmarès
- PFWA All-Rookie Team - 1977